# Chultún

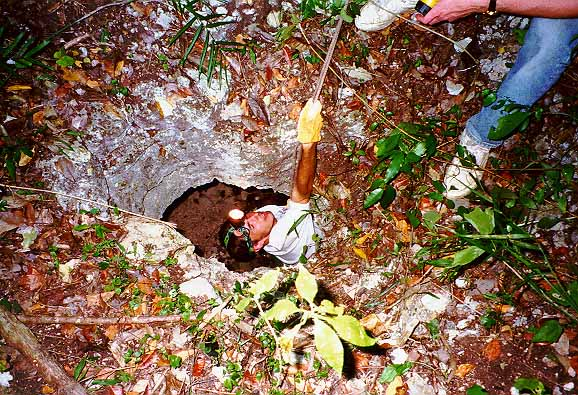
Arqueólogo explorando un Chultún.

Chultún (del maya: chulub tun ‘cisterna o silo abierto en peña para guardar maíz o recoger agua de lluvia’) es un sistema de captación y almacenamiento pluvial compuesto de una cámara subterránea en forma de una botella construida por los mayas precolombinos en Mesoamérica. 
Sus entradas estaban rodeadas por canalizaciones que dirigían el agua de lluvia hacia el interior de ellos durante las estaciones lluviosas. La mayor parte de estos yacimientos arqueológicos funcionaron como cisternas para el agua potable, aunque algunos fueron dispuestos para almacenar maíz en condiciones convenientes para el grano. 

## Ubicación
Normalmente, los chultunes se construían en lugares donde no existían cenotes naturales (como en la región denominada Puuc) puesto que se asienta a varias decenas de metros sobre el nivel freático en la península de Yucatán.

## Uso
Mientras muchos fueron construidos para recoger el agua de lluvia, otros pudieron haber sido usados para el almacenaje de comestibles perecederos o para la fermentación de bebidas alcohólicas. Después de que un chultún terminaba su vida útil, se usaban para entierros humanos. Esto hace de los chultunes una fuente excelente de información sobre la vida y la muerte en los antiguos asentamientos mayas.